# Livramento do Brumado (tiểu vùng)
Livramento do Brumado là một tiểu vùng thuộc bang Bahia, Brasil. Tiều vùng này có diện tích 5627 km², dân số năm 2007 là 91542 người.